# 相近石韦
相近石韦（学名：Pyrrosia assimilis）为水龙骨科石韦属下的一个种。其种加词“assimilis”意为“相似的”。